# Игор Ракочевић
Игор Ракочевић (Београд, 29. март 1978) бивши је српски кошаркаш. Играо је на позицији бека.
У каријери је играо за Црвену звезду (у три наврата), Будућност, Минесота тимбервулвсе, Памесу, Реал Мадрид, Таукерамику, Ефес Пилсен и Монтепаски Сијену. Једини је кошаркаш који је три пута био најбољи стрелац Евролиге, и тако заслужио награду Алфонса Форда.
Са кошаркашком репрезентацијом СР Југославије освојио је златне медаље на Европском првенству 2001. у Турској и на Светском првенству 2002. у Индијанаполису.

## Клупска каријера

### Црвена звезда
Прошао је све млађе категорије Црвене звезде и као велики таленат клуба заиграо је за први тим у сезони 1994/95. У својој првој сезони био је у саставу на 33 утакмице у којима је постигао 66 поена у свим такмичењима и то са свега 16 година. Наредне сезоне је је показао још већи напредак. Истакао се у доигравању 1996. године, када је у четвртфиналној серији против БФЦ-а из Беочина бележио 13,3 поена по утакмици. У другом мечу забележио је 20 поена, а у трећем 16, али је противнички тим отишао у полуфинале. У сезони 1996/97. није много времена проводио на паркету. Био је у тиму на 15 мечева у првенству и Купу, а тим је имао слабе резултате.
У сезони 1997/98, Игор је потпуно експлодирао и постао носилац игре клуба. Био је први стрелац тима у лигашком делу шампионата са 336 поена на 26 мечева (просек 12,9 по утакмици). Убацио је 31 поен у 7. колу против Морнара (99:70), а у доигравању је на осам утакмица постигао 99 поена (12,4 по мечу) и тако допринео освајању шампионске титуле у финалној серији против ФМП Железника са 3:1 у победама. У трећем мечу финала убацио је 17, а у четвртом 16 поена. Те сезоне црвено-бели су у европском Купу Радивоја Кораћа рушили све пред собом, да би поклекли у реваншу финала против Вероне (64:73) у гротлу хале Пионир, иако су у првом мечу славили на гостовању у Италији са 74:68.
Наредне сезоне црвено-бели су заиграли у Евролиги, где су забележене четири победе, између осталог против Цибоне у Загребу уз одличну Игорову партију и Жалгириса у Београду. Ракочевић је у Евролиги бележио 13,8 поена и по просеку је био први стрелац Звезде, као и у лигашком делу домаћег шампионата (18,9 поена) и укупно у сезони са 16,2 поена по мечу. Ипак, те сезоне није освојен трофеј, јер доигравање није ни играно због бомбардовања, па је Будућност из Подгорице проглашена прваком јер је била прва у лигашком делу са победом више од Црвене звезде.
У сезони 1999/00. Игор је поново био најбољи стрелац екипе са 268 поена у лигашком делу првенства (15,8 по мечу) и са укупно 524 поена у сезони (просек 13,1), али је у доигравању имао слабије партије због недовољне спремности после повреде. Црвено-бели се нису прославили те сезоне. Стигли су до полуфинала доигравања, а у Евролиги су забележили две победе у 16 мечева. Ракочевић је са 12,6 поена у елитном такмичењу био други стрелац екипе, иза Николе Јестратијевића, који је бележио 13,7 поена по мечу.

### Будућност
У октобру 2000. године прелази у Будућност. Тим из Подгорице је у то време имао изузетно јак састав који је укзучивао велики број репрезентативаца попут Дејана Томашевића, Миленка Топића и искусних кошаркаша Владе Кузмановића, Дејана Радоњића и др. И у редовима Будућности је пружао одличне партије и био најчешће први стрелац тима. У сезони 2000/01. бележио је 12,9 поена у Евролиги, а сезону касније 17,7 поена на 14 мечева у елитном такмичењу. Са Подгоричанима је освојио титулу Југословенског првенства као и домаћи Куп 2001. године.

### НБА
Игор је 2000. године изабран на НБА драфту као 51. пик од стране Минесота тимбервулвса. Две године касније прелази у Минесоту. Ипак није много времена проводио на терену. Током сезоне 2002/03. одиграо је 42 утакмице на којима је просечно био у игри 5,8 минута и бележио 1,9 поена по мечу. Тимбервулвси су га отпустили у мају 2003. У септембру исте године потписао је негарантовани уговор са Сан Антонио спарсима али није успео да се избори за место у тиму па је повратак у Европу био неминован.

### Црвена звезда
У октобру 2003. се вратио у Црвену звезду потписавши једногодишњи уговор. Имао је сјајну сезону, бележећи просечно 22,6 поена у Јадранској лиги, док је у Еврокупу имао просечних 19,3 поена на 10 утакмица. Укупно је у свим мечевима те сезоне постигао 1116 поена на 51 мечу, просечно 21,9 поена по утакмици. Био је најбољи стрелац, асистент и крадљивац Јадранске лиге. Са Црвеном звездом је освојио домаћи незаборавни Куп Радивоја Кораћа у Новом Саду, када је Звезда у три утакмице стизала до победа после продужетака. Звезда је те године такође стигла до полуфинала домаће лиге као и фајнал-фора Јадранске лиге.

### Памеса
У лето 2004. године је потписао за Памесу из Валенсије. Са њима је провео једну сезону у којој је бележио просечно 21 поен по утакмици, чиме је изборио друго место на листи стрелаца АЦБ лиге. Са Памесом је играо и УЛЕБ куп, где је на 16 утакмица имао просек од 18,9 поена.

### Реал Мадрид
У августу 2005. је потписао за Реал Мадрид. И у Реалу, који се поред домаћих такмичења такмичио и у Евролиги, се задржао само годину дана,. Ракочевић је играо на свих двадесет утакмица постизавши у просеку 14,8 поена. Са Булоком чинио је један од најбољих нападачких бековских тандема у Евролиги.

### Таукерамика
У јулу 2006. је потписао уговор са Таукерамиком, где је оставио веома дубок траг наступајући за овај тим три пуне сезоне. Већ у првој сезони са Таукерамиком је освојио Суперкуп Шпаније. У Евролиги је био најбољи стрелац тима и читаве Евролиге са просечних 16,2 поена што му је било довољно да освоји награду "Алфонса Форда" као најбољи стрелац Евролиге.
Следећа сезона била је још успешнија због тога што је поред Суперкупа освојена и шампионска титула АЦБ лиге. Он је титули допринео са просечних 15,2 поена на 39 утакмица.
У сезони 2008/09. Ракочевић је имао још једну феноменалну сезону. На почетку је освојен још један Суперкуп Шпаније а касније и Куп Шпаније. У Евролиги је имао једну од најбољих сезона у каријери где је још једном освојио награду “Алфонсо Форд“, пошто је имао просек од 18 поена на 21 утакмици.
Често је касније изјављивао да му је одлазак из Шпаније и Таукерамике једна од највећих грешака у каријери.

### Ефес пилсен
У јуну 2009. одлази у турски Ефес Пилсен. Током прве сезоне у првенству Турске је бележио просечно 15,7 поена, а у Евролиги је имао скроман просек од 10 поена по утакмици. Друга сезона је била знатно боља што се тиче индивидуалног учинка када је у првенству Турске имао 13,4 поена по мечу. Сјајним партијама у сезони Евролиге 2010/11. освојио је по трећи пут у каријери титулу најбољег стрелца Евролиге. Након завршетка сезоне 2010/11. напустио је Ефес.

### Монтепаски Сијена
У октобру 2011. потписује једногодишњи уговор са екипом Монтепаски Сијена. У Сијени се већ осетио благи пад како у његовој игри тако и у способности да лако излази на крај са противничким чуварима. Одиграо је 20 утакмица у Серији А на којима је бележио просечно 11,1 поен по мечу. Са њима је на крају сезоне освојио италијанско првенство и куп. И са Сијеном је учествовао у Евролиги, где је на 19 утакмица просечно постизао 9,4 поена.

### Црвена звезда
У августу 2012. вратио се у Црвену звезду, потписавши двогодишњи уговор. Водио је црвено-беле до титуле у Купу Радивоја Кораћа а Партизану је у финалу дао 20 поена. У Еврокупу је Звезда стигла до друге фазе а Ракочевић је блистао са просеком од 19,5 поена на 11 мечева. У Јадранској лиги Звезда је стигла до финала доигравања што је значило квалификацију за Евролигу следеће године, што је био један од циљева те сезоне. У финалу је Црвена звезда поражена од Партизана. На 28 мечева Јадранске лиге бележио је просечно 15,4 поена по мечу. У домаћем првенству Ракочевић је наставио са сјајним поентерским партијама. Био је најбољи стрелац и нашао се у најбољој петорци Суперлиге. Ипак црвено-бели опет нису успели да освоје титулу пошто су у финалу доигравања поражени од Партизана. На крају сезоне је раскинуо уговор са Звездом.

## Репрезентација
Играо је за млађе репрезентативне селекције Југославије. На Европском првенству за јуниоре 1996. године бележио је просечних 25,4 поена, 3.6 асистенција и 1,7 скокова и тако помогао освајању бронзе. Следеће године је са репрезентацијом испод 22 године освојио бронзу на Светском првенству у Мелбурну. И следеће сезоне 1998. учествује са том репрезентацијом на Европском првенству и тиму са Дејаном Милојевићем, Марком Јарићем, Јовом Станојевићем осваја златну медаљу. Игор је био вођа ове екипе а нарочито се истакао у финалу против Словеније када је постигао 37 поена за 34 минута ( 11-6 за два, 5-4 за три и 15-13 слободна бацања). Наравно, проглашен је за МВП овог шампионата.
Године 1999. дебитовао је и за сениорску репрезентацију Југославије, али није успео да уђе у тим који је играо на Европском првенству 1999. у Француској. Ипак изборио је место у првих 12 већ на следећем већем такмичењу, Олимпијским играма 2000. у Сиднеју, на ком је репрезентација Југославије освојила тек шесто место. На 5 утакмица бележио је просечно 3,2 поена по мечу. Био је део репрезентације која је под вођством тренера Пешића направила фантастичне резултате на две узастопне репрезентативне акције. На Европском првенству 2001. у Турској осваја златну медаљу, а исти успех понавља и следеће године на Светском првенству 2002. у Индијанаполису. На оба такмичења је због јаке конкуренције имао скромну минутажу а бележио је око 5 поена просечно по мечу.
На Европском првенству 2003. није добио прилику, јер је нови селектор Вујошевић дао предност Авдаловићу. Након тога учествовао је на Олимпијским играма 2004. у Атини где је репрезентација Србије и Црне Горе освојила тек 11. место. На шест одиграних мечева бележио је просечно 11,5 поена по мечу. Био је део и репрезентације на Европском првенству 2005. у Србији и Црној Гори где је наша репрезентација испала у четвртфиналу од Француске. Био је најбољи стрелац екипе са 16,2 поена просечно по мечу. Као капитен предводио је репрезентацију СЦГ на Светском првенству 2006. у Јапану. Наш тим је испао у осмини финала а Ракочевић је поново био најбољи стрелац екипе са просечно 18,3 поена по мечу.

## Остало
Његов отац Горан је током шездесетих и седамдесетих година прошлог века играо за Црвену звезду. Има велику популарност и поштовање међу присталицама Црвене звезде, с обзиром да је носио дрес Звезде у три наврата.
Средином децембра 2019. године, шпански кошаркашки клуб Басконија објавио је да ће повући из употребе дрес са бројем 8 који је носио Ракочевић.
Током 2015. године је постављен за потпредседника Кошаркашког савеза Србије. На тој функцији је био до децембра 2020. године.

## Успеси

### Клупски
- Црвена звезда:
  - Првенство СР Југославије (1): 1997/98.
  - Куп Радивоја Кораћа (2): 2004, 2013.
- Будућност:
  - Првенство СР Југославије (1): 2000/01.
  - Куп СР Југославије (1): 2000/01.
- Таукерамика:
  - АЦБ лига (1): 2007/08.
  - Куп Краља (1): 2009.
  - Суперкуп Шпаније (3): 2006, 2007, 2008.
- Ефес Пилсен:
  - Куп Председника (2): 2009, 2010.
- Монтепаски Сијена:
  - Серија А (1): 2011/12.
  - Куп Италије (1): 2012.

### Појединачни
- Најбољи стрелац Евролиге (3): 2006/07, 2008/09, 2010/11.
- Прва постава идеалног тима Евролиге (1): 2008/09.
- Друга постава идеалног тима Евролиге (1): 2006/07.
- Најкориснији играч месеца Евролиге (1): јануар 2009.
- Најбољи стрелац, асистент и крадљивац Јадранске лиге: 2003/04.
- Најкориснији играч фајнал-фора Јадранске лиге (1): 2003/04.
- Најбољи стрелац Суперлиге Србије (1): 2012/13.
- Најбоља петорка Суперлиге Србије (1): 2012/13.
- Најкориснији играч Европског првенства до 22 године (1): 1998.
- Учесник Ол-стар утакмице Првенства Турске (2): 2010, 2011.

### Репрезентативни
- Европско првенство до 18 година:  1996.
- Медитеранске игре:  1997.
- Светско првенство до 22 године:  1997.
- Европско првенство до 22 године:  1998.
- Европско првенство:  2001.
- Светско првенство:  2002.

## Статистика
|  | Најбољи у лиги |

Напомена: Евролига није једино такмичење у којем је играч учествовао, играо је и у домаћим такмичењима

### Евролига
| Сезона   | Екипа       | ОУ  | СУ  | МПУ  | ПШ%  | 3П%  | СБ%  | СПУ | АПУ | УПУ | БПУ | ППУ  | ИПУ  |
| -------- | ----------- | --- | --- | ---- | ---- | ---- | ---- | --- | --- | --- | --- | ---- | ---- |
| 2000/01. | Будућност   | 11  | 10  | 29.8 | .417 | .222 | .653 | 2.7 | 1.8 | 1.4 | .0  | 12.9 | 9.8  |
| 2001/02. | Будућност   | 14  | 12  | 29.6 | .480 | .345 | .655 | 1.6 | 2.1 | 1.3 | .0  | 17.7 | 14.8 |
| 2005/06. | Реал Мадрид | 20  | 9   | 27.2 | .443 | .402 | .893 | 2.9 | 3.0 | .8  | .0  | 14.8 | 14.2 |
| 2006/07. | Таукерамика | 22  | 20  | 27.2 | .492 | .475 | .843 | 2.4 | 1.7 | 1.4 | .1  | 16.2 | 14.4 |
| 2007/08. | Таукерамика | 22  | 22  | 27.8 | .465 | .396 | .837 | 2.3 | 1.7 | .7  | .0  | 14.9 | 12.7 |
| 2008/09. | Таукерамика | 21  | 21  | 26.5 | .460 | .398 | .895 | 2.3 | 2.0 | .8  | .0  | 18.0 | 16.8 |
| 2009/10. | Ефес Пилсен | 16  | 5   | 20.1 | .353 | .286 | .833 | 1.7 | 2.3 | .4  | .0  | 10.0 | 9.1  |
| 2010/11. | Ефес Пилсен | 14  | 14  | 29.9 | .457 | .435 | .877 | 2.3 | 1.7 | .7  | .0  | 17.2 | 15.0 |
| 2011/12. | Монтепаски  | 19  | 5   | 19.7 | .399 | .455 | .780 | 1.9 | 1.6 | .3  | .1  | 9.4  | 7.0  |
| Каријера |             | 159 | 118 | 26.3 | .449 | .384 | .816 | 2.3 | 2.0 | .8  | .0  | 14.6 | 12.8 |

### НБА
| Сезона   | Екипа    | ОУ | СУ | МПУ | ПШ%  | 3П%  | СБ%  | СПУ | АПУ | УПУ | БПУ | ППУ |
| -------- | -------- | -- | -- | --- | ---- | ---- | ---- | --- | --- | --- | --- | --- |
| 2002/03. | Минесота | 42 | 0  | 5.8 | .379 | .417 | .806 | .4  | .8  | .1  | .0  | 1.9 |
| Каријера |          | 42 | 0  | 5.8 | .379 | .417 | .806 | .4  | .8  | .1  | .0  | 1.9 |